# Uniwersytet Stanu Michigan
Uniwersytet Stanu Michigan, Uniwersytet Stanowy Michigan (ang. Michigan State University, skrótowiec: MSU) – amerykański uniwersytet publiczny z siedzibą w East Lansing w stanie Michigan. Powstał 12 lutego 1855 roku, na mocy ustawy Morrilla, mającej na celu wsparcie rozwoju edukacyjnego zachodnich stanów. Kształci około ponad 50 tysięcy studentów (z czego 39 tysięcy stanowią słuchacze studiów licencjackich), co daje mu pozycję ósmego pod względem liczby studiujących uniwersytetu w Stanach Zjednoczonych.

## Historia
Osiemnaście lat po przystąpieniu stanu Michigan do Stanów Zjednoczonych ówczesny gubernator Kinsley S. Bingham 15 lutego 1855 podpisał akt tworzący Agricultural College of the State of Michigan. W akcie tym przydzielił on jednocześnie 647 akrów gruntów stanowych leżących około cztery mile na północny wschód od Lansing, stolicy stanu. Formalnie jednak uczelnia została otwarta ponad dwa lata później, mianowicie 13 maja 1857, i liczyła pięciu nauczycieli oraz 63 studentów. 
Gdy w 1862 prezydent Abraham Lincoln podpisał ustawę Morrilla (Morrill Act), College został pierwszą uczelnią beneficjentem ustaw w Stanach. Ustawy Morrila zakładały wsparcie instytucji naukowych na terenach ówczesnego zachodu Stanów Zjednoczonych, poprzez przyznanie ziemi (land-grant university) na siedzibę lub na sprzedaż w celu pozyskania funduszy. W 1870 na uczelni zaczęła studia pierwsza kobieta, a ponieważ nie było wówczas jeszcze żeńskich akademików, pierwsze studentki na zajęcia dojeżdżały ze stolicy dyliżansem. W 1873 studia rozpoczął pierwszy obcokrajowiec. W 1877 profesor William James Beal przeprowadził pierwsze, udokumentowane krzyżowanie kukurydzy. Otrzymane mieszańce wyróżniały się lepszym plonowaniem. 
W 1885 utworzono pierwszą rolniczą stację doświadczalną, a w 1901 otwarto Wydział Budownictwa i Inżynierii Elektrycznej (Civil and Electrical Engineering). Kolejnym wydziałem, powstałym w 1907, był Wydział Edukacji. W 1915 utworzono instytucję doradztwa rolniczego (Agricultural Extension Service). Do 1925 uczelnia rozrosła się na tyle, że zmieniono nazwę na Kolegium Rolnictwa i Nauk Stosowanych Stanu Michigan (Michigan State College of Agriculture and Applied Science). Ponowna zmiana nazwy nastąpiła w 1955, kiedy to słowo college zastąpiono słowem university. Obecna nazwa istnieje od 1964.
W 1958 rozpoczęto badania w dziedzinie fizyki jądrowej, a w 1963 uruchomiono pierwszy cyklotron (sfinansowany przez National Science Foundation, federalną instytucję wspomagającą badania w obszarze nauk podstawowych). W latach kolejnych rozbudowano laboratorium o dalsze urządzenia, a w 1980 jednostka uzyskała status instytucji narodowej (ang. National Superconducting Cyclotron Laboratory). W 2007 profesor Uniwersytetu Stanu Michigan, Albert Fert, otrzymał (wraz z Peterem Grünbergiem z Niemiec) Nagrodę Nobla w dziedzinie fizyki, za odkrycie gigantycznego magnetooporu.

## Sport
MSU należy do NCAA Division I, a dokładniej do Big Ten Conference. Uczelniany klub sportowy nosi nazwę Michigan State Spartans, występuje w zielono-białych strojach i posiada 23 drużyny w różnych dyscyplinach. Uczelnia jest właścicielem stadionu Spartan Stadium, mogącego pomieścić ponad 75 tysięcy widzów. Do uczelni należy również hala sportowo-widowiskowa Breslin Student Events Center, gdzie może wejść ponad 16 tysięcy osób, oraz zbudowana specjalnie z myślą o meczach hokeja na lodzie Munn Ice Arena z ponad 6 tysiącami miejsc na trybunach. 

### Sukcesy
- Mistrzostwo NCAA w futbolu akademickim: 1951, 1952, 1955, 1957, 1965, 1966
- Mistrzostwo NCAA w koszykówce: 1979, 2000.
- Mistrzostwo NCAA w hokeju na lodzie: 1966, 1986, 2007

### Sportowcy w barwach
- Zenon Snylyk – amerykański piłkarz pochodzenia ukraińskiego
- Nick Krat (w latach 1962–1965) – amerykański piłkarz pochodzenia ukraińskiego
- Bubba Smith (w latach 1965–1966) – futbolista amerykański
- Jason Richardson (w latach 1999–2001) – amerykański koszykarz
- Shannon Brown (w latach 2003–2006) – amerykański koszykarz
- Nick Sucharski (w latach 2005–2010) – kanadyjski hokeista pochodzenia polskiego

## Galeria

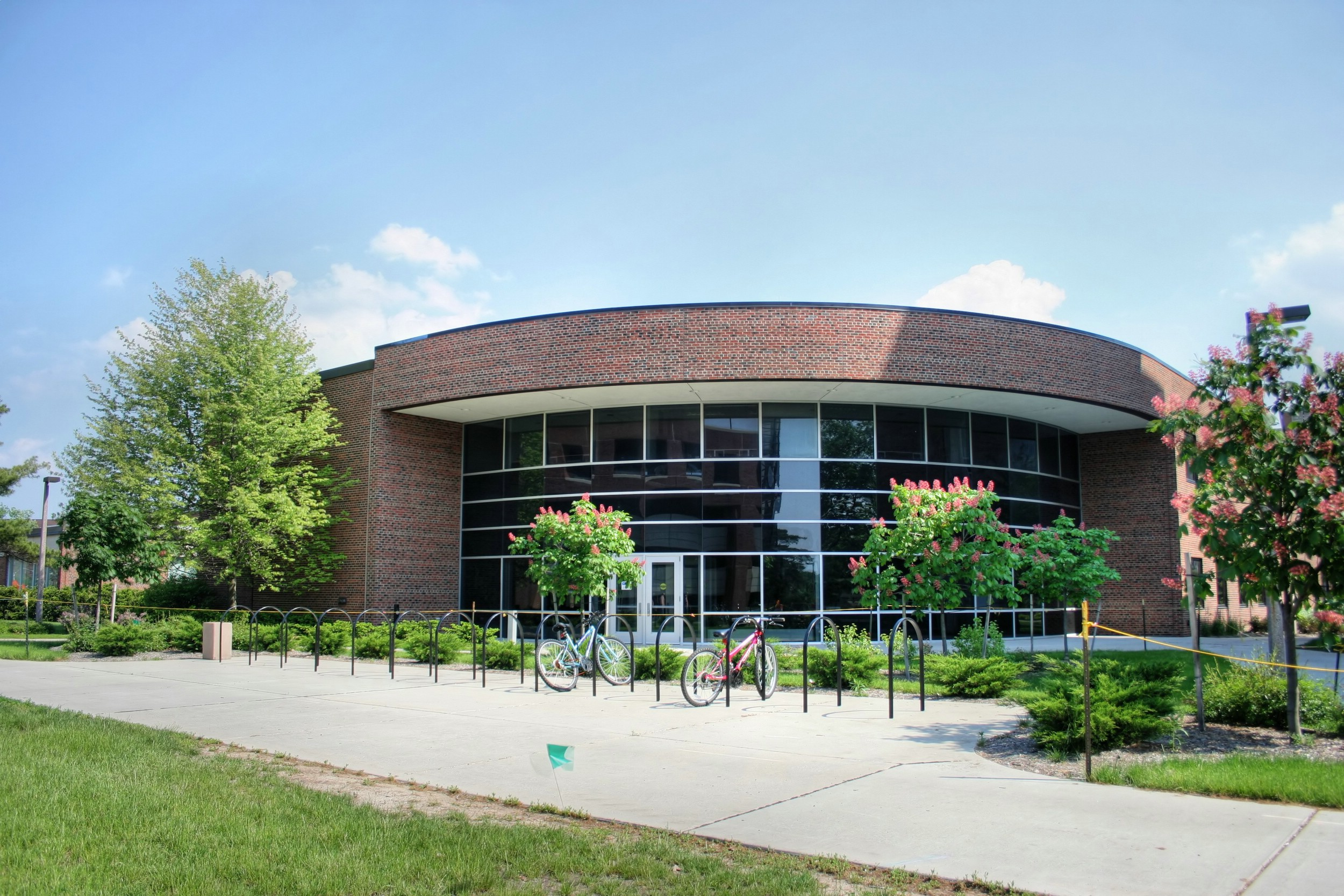
National Superconducting Cyclotron Laboratory, z dwoma cyklotronami
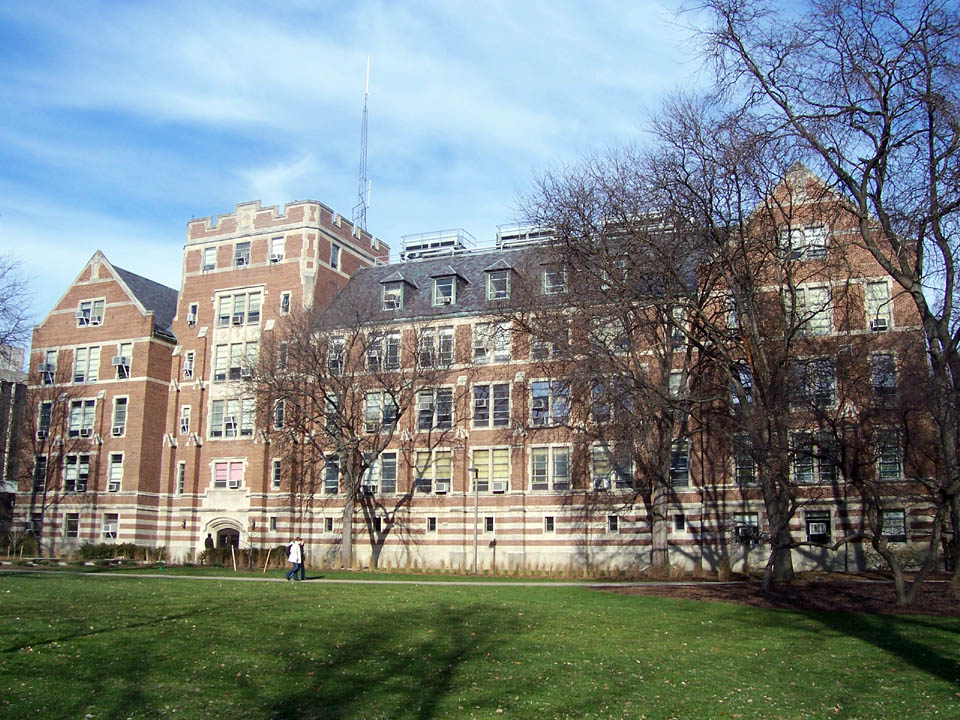
Centrum komputerowe
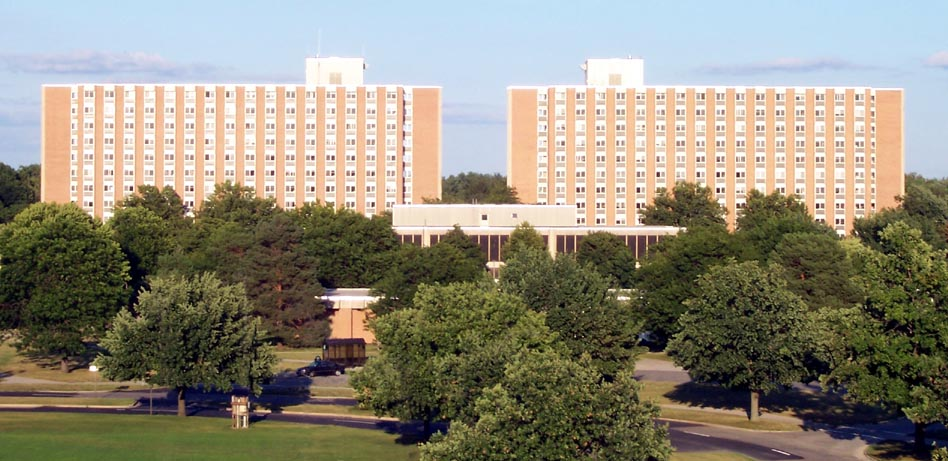
Akademik Hubbard Hall
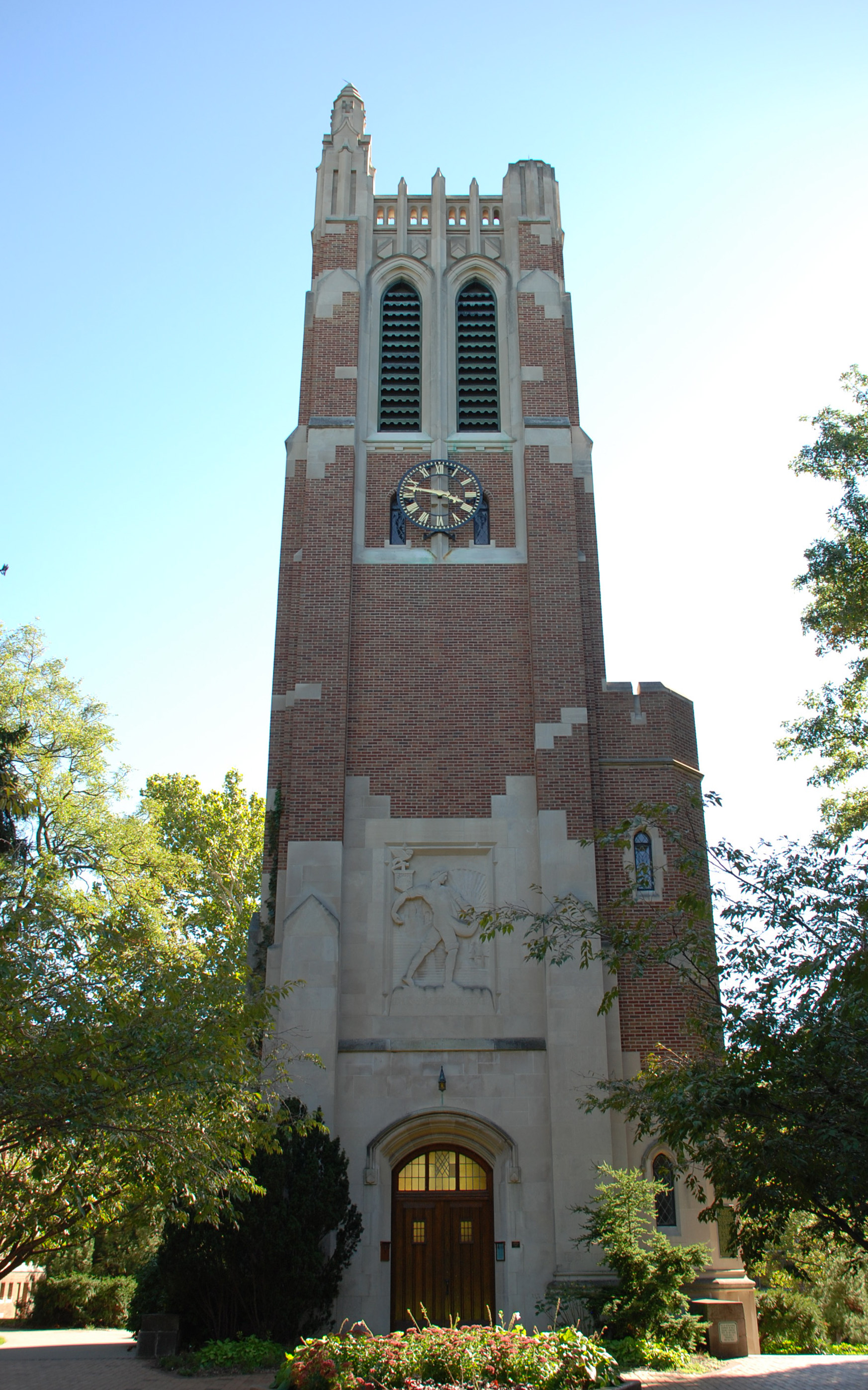
Beaumont Tower